# Diócesis de Palmerston North
La diócesis de Palmerston North (en latín: Dioecesis Palmerstonaquiloniana y en inglés: Roman Catholic Diocese of Palmerston North) es una circunscripción eclesiástica de la Iglesia católica en Nueva Zelanda. Se trata de una diócesis latina, sufragánea de la arquidiócesis de Wellington. Desde el 22 de junio de 2023 su obispo es John Lewis Adams.

## Territorio y organización
La diócesis tiene 36 200 km² y extiende su jurisdicción sobre los fieles católicos de rito latino residentes en la región de Taranaki, la casi totalidad de las regiones de Manawatu-Wanganui y Hawke's Bay y pequeñas partes de las regiones de Wellington y Bay of Plenty, todas pertenecientes a la isla Norte.
La sede de la diócesis se encuentra en la ciudad de Palmerston North, en donde se halla la Catedral del Espíritu Santo.
En 2023 en la diócesis existían 31 parroquias.

## Historia
La diócesis fue erigida el 6 de marzo de 1980 mediante la bula Properamus et gestimus del papa Juan Pablo II separando territorio de la arquidiócesis de Wellington.

## Estadísticas
Según el Anuario Pontificio 2024 la diócesis tenía a fines de 2023 un total de 68 160 fieles bautizados.
| Año                                                                             | Población            | Población | Población      | Sacerdotes | Sacerdotes    | Sacerdotes    | Bautizados por sacerdote | Diáconos permanentes | Religiosos | Religiosos | Parroquias |
| Año                                                                             | Bautizados católicos | Total     | % de católicos | Total      | Clero secular | Clero regular | Bautizados por sacerdote | Diáconos permanentes | Varones    | Mujeres    | Parroquias |
| ------------------------------------------------------------------------------- | -------------------- | --------- | -------------- | ---------- | ------------- | ------------- | ------------------------ | -------------------- | ---------- | ---------- | ---------- |
| 1990                                                                            | 71 106               | 427 845   | 16.6           | 115        | 50            | 65            | 618                      |                      | 112        | 163        | 36         |
| 1999                                                                            | 62 310               | 447 837   | 13.9           | 74         | 42            | 32            | 842                      |                      | 57         | 129        | 33         |
| 2000                                                                            | 62 310               | 447 837   | 13.9           | 71         | 43            | 28            | 877                      |                      | 52         | 89         | 33         |
| 2001                                                                            | 62 310               | 447 837   | 13.9           | 69         | 44            | 25            | 903                      |                      | 31         | 83         | 33         |
| 2002                                                                            | 62 310               | 447 837   | 13.9           | 63         | 42            | 21            | 989                      |                      | 35         | 72         | 33         |
| 2003                                                                            | 62 310               | 447 837   | 13.9           | 64         | 44            | 20            | 973                      |                      | 37         | 82         | 33         |
| 2004                                                                            | 62 844               | 444 837   | 14.1           | 56         | 43            | 13            | 1122                     |                      | 36         | 61         | 33         |
| 2013                                                                            | 57 996               | 487 000   | 11.9           | 53         | 34            | 19            | 1094                     |                      | 37         | 71         | 32         |
| 2016                                                                            | 60 285               | 460 619   | 13.1           | 53         | 34            | 19            | 1137                     |                      | 28         | 62         | 22         |
| 2019                                                                            | 64 120               | 489 600   | 13.1           | 57         | 30            | 27            | 1124                     | 1                    | 50         | 51         | 22         |
| 2021                                                                            | 67 645               | 499 220   | 13.6           | 50         | 28            | 22            | 1352                     | 1                    | 43         | 52         | 22         |
| 2023                                                                            | 68 160               | 526 735   | 12.9           | 44         | 26            | 18            | 1549                     | 2                    | 27         | 49         | 31         |
| Fuente: Catholic-Hierarchy, que a su vez toma los datos del Anuario Pontificio. |                      |           |                |            |               |               |                          |                      |            |            |            |

## Episcopologio
- Peter James Cullinane (6 de marzo de 1980-22 de febrero de 2012 retirado)
- Charles Edward Drennan (22 de febrero de 2012 por sucesión-4 de octubre de 2019 renunció)
  - Sede vacante (2019-2023)[nota 1]
- John Lewis Adams, desde el 22 de junio de 2023